# Philip Friend
Philip Wyndham Friend (* 20. Februar 1915 in Horsham, Sussex, England; † 1. September 1987 in Chiddingfold, Surrey, England) war ein britischer Schauspieler.

## Leben und Karriere
Ab 1935 trat Friend auf zunächst britischen Theaterbühnen auf, von 1937 bis 1938 war er mit dem Stück French Without Tears dann auch am Broadway zu sehen. Von 1939 an er wirkte zunächst in britischen Filmproduktionen mit, wobei sich die Größe seiner Rollen von anfangs kleinem Umfang bis Mitte der 1940er-Jahre stetig steigerte. Er spielte im Rahmen des Zweiten Weltkrieges in mehreren Kriegsfilmen.
Im Februar 1946 unterschrieb Friend einen Vertrag bei dem Hollywood-Produzenten David O. Selznick. Zwar spielte er nie in einer Selznick-Produktion, doch blieb Friend in Hollywood und hatte auch einige Kinohauptrollen. Solche Hauptrollen hatte er etwa in den Abenteuerfilmen Die Piratenbraut und Der maskierte Kavalier, zwei Produktionen von Universal Pictures. Ein dauerhafter Durchbruch zum Hollywood-Star gelang ihm aber nicht.
Ab Mitte der 1950er-Jahre arbeitete Friend wieder hauptsächlich in der britischen Filmindustrie, danach trat er bis in die 1970er Jahre vermehrt in Fernsehproduktionen in Erscheinung. Insgesamt umfasst sein filmisches Schaffen mehr als 50 Film- und Fernsehproduktionen zwischen 1939 und 1979.
Friend war mit der Schauspielerin Eileen Erskine verheiratet und hatte mit ihr einen Sohn, Martyn Friend, der als Regisseur und Drehbuchautor für das britische Fernsehen arbeitete.

## Filmografie (Auswahl)
- 1939: Inquest
- 1941: Pimpernel Smith
- 1942: Die nächsten Angehörigen (The Next of Kin)
- 1942: The Day Will Dawn
- 1942: Für was wir dienen (In Which We Serve)
- 1942: The Young Mr. Pitt
- 1943: We Dive at Dawn
- 1943: The Flemish Farm
- 1945: Great Day
- 1948: Betrogene Jugend (Enchantment)
- 1949: My Own True Love
- 1949: Schwert in der Wüste (Sword in the Desert)
- 1950: Die Piratenbraut (Buccaneer’s Girl)
- 1950: Spy Hunt / Alternativtitel: Panther’s Moon
- 1951: Piraten von Macao (Smuggler’s Island)
- 1951: Schwester Maria Bonaventura (Thunder on the Hill)
- 1951: Der maskierte Kavalier (The Highwayman)
- 1953: Sekunden der Verzweiflung (Desperate Moment)
- 1954: Diamanten (The Diamond)
- 1955–1958: The Vise (Fernsehserie, 5 Folgen)
- 1956: Cloak Without Dagger
- 1957: The Betrayal
- 1958: Der Sohn von Robin Hood (The Son of Robin Hood)
- 1958: The Solitary Child
- 1962: The Fur Collar
- 1966: The Vulture
- 1968: Task Force Police (Fernsehserie, 2 Folgen)
- 1979: Suez 1956 (Fernsehfilm)